# スネレン視標

視力を推定するのに使われる典型的なスネレン視標

スネレン視標（Snellen chart）は視力を測定するために使われる視力検査表の1つ。その名は1862年に開発したオランダの眼科医ハーマン・スネレンにちなむ。現在、多くの眼科医・視覚科学者はLogMAR図という改良されたものを使っている。

## 歴史
スネレンは、5×5の単位グリッドに基づく記号を使用し、視標を開発した。1861年に開発された実験的な表は抽象的なシンボルを使用していた。1862年に発表されたスネレン視標は5×5グリッドの英数字を使用していた。最初に使われていた英数字はA, C, E, G, L, N, P, R, T, 5, V, Z, B, D, 4, F, H, K, O, S, 3, U, Y, A, C, E, G, L, 2である。

## 解説
通常のスネレン視標には11行のブロック体の文字が印刷してある。1行目はE、H、Nなどの1つの非常に大きな文字が書かれており、それに続く行は文字数が増えるにつれて大きさが小さくなる。検査を受ける人は6mもしくは20フィート離れたところから、片方の目を覆って各行の文字を1番上から読む。正確に読み取ることのできる最小の行は、その人の目の視力を示す。視力図の記号は正式には"optotypes"と言われる。旧来のスネレン視標では、視標はブロック体の文字の見た目をしており、文字として見て読むことができるが、普通の印刷で用いられるフォントの文字ではなく特有の単純な形状をもっている。
- 線の太さは線の間の白い空間の太さとCのすき間の太さに等しい。
- 視標（文字）の高さと幅は、太さの5倍である。

一般的なスネレン視標では、スローン文字のC, D, E, F, L, N, O, P, T, Zの10文字のみ使われる。6文字のうち5文字（または同様の比率）の知覚は分数視力と判断される。壁掛けのスネレン視標は安価であり、時々、初期治療の医務室においておおよその視力を判断するのに使われる。視力を丁寧に調べる必要がある場合（眼科医の検査のように）、または検査を受ける人が検査をする人を欺く可能性がある場合（自動車免許の発行所など）は文字を様々なランダムパターンで表示できる装置が使われる。BS 4274-1:1968(British Standards Institution) "Specification for test charts for determining distance visual acuity"は BS  4274-1:2003 "Test charts for clinical determination of distance visual acuity — Specification"に取って代わられた。そこでは「検査の際の輝度は一様に少なくとも120 cd/m2はなくてはならない。 テストチャートの変動は20%を越えてはならない」とある。BS 4274-1:2003によると、文字の等しい読みやすさに基づき、視力検査にはC, D, E, F, H, K, N, P, R, U, V, Zの文字のみを使うべきだとある。